# Iwan Bahriany
Iwan Bahriany (ukr. Іва́н Багря́ний; właśc. Iwan Pawłowycz Łozowjaha (Łozowjahin), ukr. Іван Павлович Лозов’яга; ur. 19 września?/2 października 1906 w Kuzieminie w guberni połtawskiej, dziś obwód sumski, zm. 25 sierpnia 1963 w Neu-Ulm) – ukraiński pisarz, publicysta i polityk.
W młodości związany z poetycką grupą MARS, w 1932 aresztowany i osadzony w łagrze na Dalekim Wschodzie, przebywał tam do 1938, po II wojnie światowej na emigracji, lider Ukraińskiej Partii Rewolucyjno-Demokratycznej, założyciel pisma „Ukrajinśki Wisty".
W latach 1948–1954 był zastępcą przewodniczącego Ukraińskiej Rady Narodowej. 
Był autorem znanego pamfletu politycznego Czomu ja ne choczu wertatyś do SRSR? (1946), zbiorów poezji, powieści (Sad Hetsymanśkyj, 1950) i dramatów (Moriłuri, Generał).

## Literatura
- Andrzej Chojnowski, Jan Bruski: Ukraina, Warszawa 2006, ISBN 978-83-7436-039-5
- Jurij Wynnyczuk: Knajpy Lwowa, Warszawa 2008, ISBN 978-83-7141-890-7